# Leichtathletik-Europameisterschaften 1971/4 × 400 m der Männer

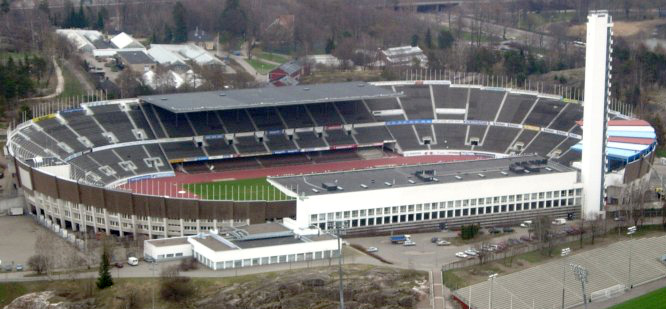
Das Olympiastadion von Helsinki im Jahr 2005

Die 4-mal-400-Meter-Staffel der Männer bei den Leichtathletik-Europameisterschaften 1971 wurde am 14. und 15. August 1971 im Olympiastadion von Helsinki ausgetragen.
Europameister wurde die Bundesrepublik Deutschland in der Besetzung Horst-Rüdiger Schlöske, Thomas Jordan. Martin Jellinghaus und Hermann Köhler.
Den zweiten Platz belegte Polen mit Andrzej Badeński, Jan Balachowski, Waldemar Korycki und Jan Werner.
Bronze ging an Italien (Lorenzo Cellerino, Giacomo Puosi, Sergio Bello, Marcello Fiasconaro).

## Anmerkung zu den Zeitangaben
Die Zeitangaben erfolgten bei diesen Europameisterschaften offiziell wie früher üblich in auf Zehntelsekunden gerundeten Werten. Zugrunde liegen allerdings die elektronischen Messungen, deren exakte Hundertstelwerte bekannt und in den Ergebnislisten der Quellen aufgeführt sind. In den Jahren nach diesen Europameisterschaften wurde es üblich, die Resultate der Bahnwettbewerbe aufgeschlüsselt nach Hundertstelsekunden anzugeben. Dies ist auch hier in den nachfolgenden Ergebnisübersichten so realisiert.

## Rekorde

### Offizielle Rekorde – Angabe in Zehntelsekunden

#### Bestehende Rekorde
| Weltrekord           | 2:56,1 min | USA (Vince Matthews, Ron Freeman, Larry James, Lee Evans)                           | OS Mexiko-Stadt, Mexiko | 20. Oktober 1968   |
| Europarekord         | 3:00,5 min | BR Deutschland (Helmar Müller, Manfred Kinder, Gerhard Hennige, Martin Jellinghaus) | OS Mexiko-Stadt, Mexiko | 20. Oktober 1968   |
| Europarekord         | 3:00,5 min | Polen (Stanisław Grędziński, Jan Balachowski, Jan Werner, Andrzej Badeński)         | OS Mexiko-Stadt, Mexiko | 20. Oktober 1968   |
| Meisterschaftsrekord | 3:02,3 min | Polen (Jan Werner, Edmund Borowski, Stanisław Grędziński, Andrzej Badeński)         | EM Athen, Griechenland  | 10. September 1969 |

- Der bestehende EM-Rekord wurde bei diesen Europameisterschaften nicht erreicht. Die schnellste Zeit lief die Europameisterstaffel der Bundesrepublik Deutschland. Im Finale am 15. August erzielte das Quartett 3:02,9 min. Damit verfehlte das Team den Rekord allerdings nur um sechs Zehntelsekunden Zum Europarekord fehlten 2,4 Sekunden, zum Weltrekord 6,8 Sekunden.
- Es wurden zwei Landesrekorde aufgestellt:
  - 3:06,7 min – Norwegen (Steinar Mo, Gøte Lundblad, Per Rom, Richard Simonsen), erster Vorlauf am 14. August
  - 3:07,2 min – Schweden (Erik Carlgren, Michael Fredriksson, Lars Stubbendorff, Anders Faager), zweiter Vorlauf am 14. August

### Elektronisch gemessene Rekorde (hier eigentlich noch inoffiziell)

#### Bestehende Rekorde
| Weltrekord           | 2:56,16 min | USA (Vince Matthews, Ron Freeman, Larry James, Lee Evans)                           | OS Mexiko-Stadt, Mexiko | 20. Oktober 1968   |
| Europarekord         | 3:00,57 min | BR Deutschland (Helmar Müller, Manfred Kinder, Gerhard Hennige, Martin Jellinghaus) | OS Mexiko-Stadt, Mexiko | 20. Oktober 1968   |
| Meisterschaftsrekord | 3:02,30 min | Polen (Jan Werner, Edmund Borowski, Stanisław Grędziński, Andrzej Badeński)         | EM Athen, Griechenland  | 10. September 1969 |

- Der bestehende EM-Rekord wurde bei diesen Europameisterschaften nicht erreicht. Die schnellste Zeit lief die Europameisterstaffel der Bundesrepublik Deutschland. Im Finale am 15. August erzielte das Quartett 3:02,94 min. Damit verfehlte das Team den Rekord allerdings nur um 64 Hundertstelsekunden Zum Europarekord fehlten 2,37 Sekunden, zum Weltrekord 6,78 Sekunden.
- Es wurden zwei Landesrekorde aufgestellt:
  - 3:06,67 min – Norwegen (Steinar Mo, Gøte Lundblad, Per Rom, Richard Simonsen), erster Vorlauf am 14. August
  - 3:07,20 min – Schweden (Erik Carlgren, Michael Fredriksson, Lars Stubbendorff, Anders Faager), zweiter Vorlauf am 14. August

## Vorrunde
14. August 1971, 20:00 Uhr
Die Vorrunde wurde in zwei Läufen durchgeführt. Die ersten vier Staffeln pro Lauf – hellblau unterlegt – qualifizierten sich für das Finale.

### Vorlauf 1
| Platz | Staffel        | Besetzung                                                              | Zeit (min) |
| ----- | -------------- | ---------------------------------------------------------------------- | ---------- |
| 1     | BR Deutschland | Horst-Rüdiger Schlöske Thomas Jordan Martin Jellinghaus Hermann Köhler | 3:06,05    |
| 2     | Großbritannien | John Wilson Leonard Walters Martin Billham David Jenkins               | 3:06,20    |
| 3     | Polen          | Andrzej Badeński Jan Balachowski Waldemar Korycki Jan Werner           | 3:06,23    |
| 4     | Norwegen       | Steinar Mo Gøte Lundblad Per Rom Richard Simonsen                      | 3:06,67 NR |
| DSQ   | Finnland       | Juhani Kotikoski Ari Salin Ossi Karttunen Markku Kukkoaho              |            |

### Vorlauf 2
| Platz | Staffel     | Besetzung                                                                   | Zeit (min) |
| ----- | ----------- | --------------------------------------------------------------------------- | ---------- |
| 1     | Sowjetunion | Jewgeni Borissenko Semjon Kotscher Wladimir Nossenko Alexander Brattschikow | 3:06,43    |
| 2     | Schweden    | Erik Carlgren Michael Fredriksson Lars Stubbendorff Anders Faager           | 3:07,20 NR |
| 3     | Italien     | Lorenzo Cellerino Giacomo Puosi Sergio Bello Marcello Fiasconaro            | 3:07,28    |
| 4     | Frankreich  | Gilles Bertould Christian Nicoleau Roger Velasquez Jean-Claude Nallet       | 3:07,35    |
| 5     | Belgien     | Willy Vandenwyngaerden René Bervoets Jean-Pierre Borlée Gaby De Geyter      | 3:07,80    |

## Finale
15. August 1971
| Platz | Staffel        | Besetzung                                                                   | Zeit (min) |
| ----- | -------------- | --------------------------------------------------------------------------- | ---------- |
| 1     | BR Deutschland | Horst-Rüdiger Schlöske Thomas Jordan Martin Jellinghaus Hermann Köhler      | 3:02,94    |
| 2     | Polen          | Andrzej Badeński Jan Balachowski Waldemar Korycki Jan Werner                | 3:03,64    |
| 3     | Italien        | Lorenzo Cellerino Giacomo Puosi Sergio Bello Marcello Fiasconaro            | 3:04,58    |
| 4     | Sowjetunion    | Jewgeni Borissenko Semjon Kotscher Wladimir Nossenko Alexander Brattschikow | 3:04,82    |
| 5     | Großbritannien | John Wilson Leonard Walters Martin Billham David Jenkins                    | 3:04,89    |
| 6     | Frankreich     | Gilles Bertould Christian Nicoleau Roger Velasquez Jean-Claude Nallet       | 3:04,99    |
| 7     | Schweden       | Erik Carlgren Michael Fredriksson Anders Faager Lars Stubbendorff           | 3:08,18    |
| 8     | Norwegen       | Steinar Mo Gøte Lundblad Per Rom Richard Simonsen                           | 3:08,81    |

## Video
- ATLETICA EUROPEI 1971 STAFFETTA 4X400 ITALIA TERZA, youtube.com, abgerufen am 26. Juli 2022